# Michael Caine
Michael Caine, CBE, ursprungligen Maurice Joseph Micklewhite, född 14 mars 1933 i Southwark i London, är en brittisk skådespelare. Caine har medverkat i filmer som Zulu (1964), Fallet Ipcress (1965), Fallet Alfie (1966), Den vilda biljakten (1969), Slaget om England (1969), Ta fast Carter! (1971), The Last Valley (1971), "Sleuth" – Spårhunden (1972), Mannen som ville bli kung (1975), En bro för mycket (1977), Timmarna med Rita (1983) och Hannah och hennes systrar (1986).
Michael Caine spelade även Ebenezer Scrooge i Mupparnas julsaga (1992) samt medverkade i Little Voice (1998), Ciderhusreglerna (2002), Austin Powers in Goldmember (2002), Batman Begins med uppföljare (2005–2012),  The Prestige (2006), Inception (2010) och Interstellar (2014).

## Biografi
Caine föddes i Southwark och växte upp i Southwark-stadsdelen Camberwell. Hans far arbetade som bärare vid Billingsgates fiskmarknad och hans mor var städerska. Han hoppade av skolan när han var 15 år gammal och hade en massa olika arbeten. Han blev "teaterbiten" när han serverade te på en Londonteater och började spela amatörteater. Efter att ha tjänstgjort i brittiska armén i Korea och Tyskland fick han småroller på landsortsteatrar. Från mitten av 1950-talet fick han mindre filmroller.  
Caine slog igenom under 1960-talet i filmer som Fallet Ipcress och Begravning i Berlin i rollen som Harry Palmer, baserade på Len Deightons böcker och i Fallet Alfie. Han har sedan dess gjort en rad kända filmer och blivit en av Storbritanniens populäraste skådespelare. Han har gjort flera kritikerrosade roller men även medverkat i mindre hyllade filmer, såsom Hajen 4. Caine har vunnit två Oscar: 1987 för sin roll i Hannah och hennes systrar och 2000 för Ciderhusreglerna. Hans Oscarsnominering för Hannah och hennes systrar var hans fjärde.
Andra roller som Caine har kommit att bli förknippad med är bland annat som Ebenezer Scrooge i mupparnas version av Charles Dickens klassiska berättelse En julsaga. En annan är som den lojale betjänten Alfred Pennyworth i de tre Batman-filmerna Christopher Nolan regisserade.
Caine erhöll brittiskt riddarskap 2000 för sina insatser som skådespelare.

## Externa länkar

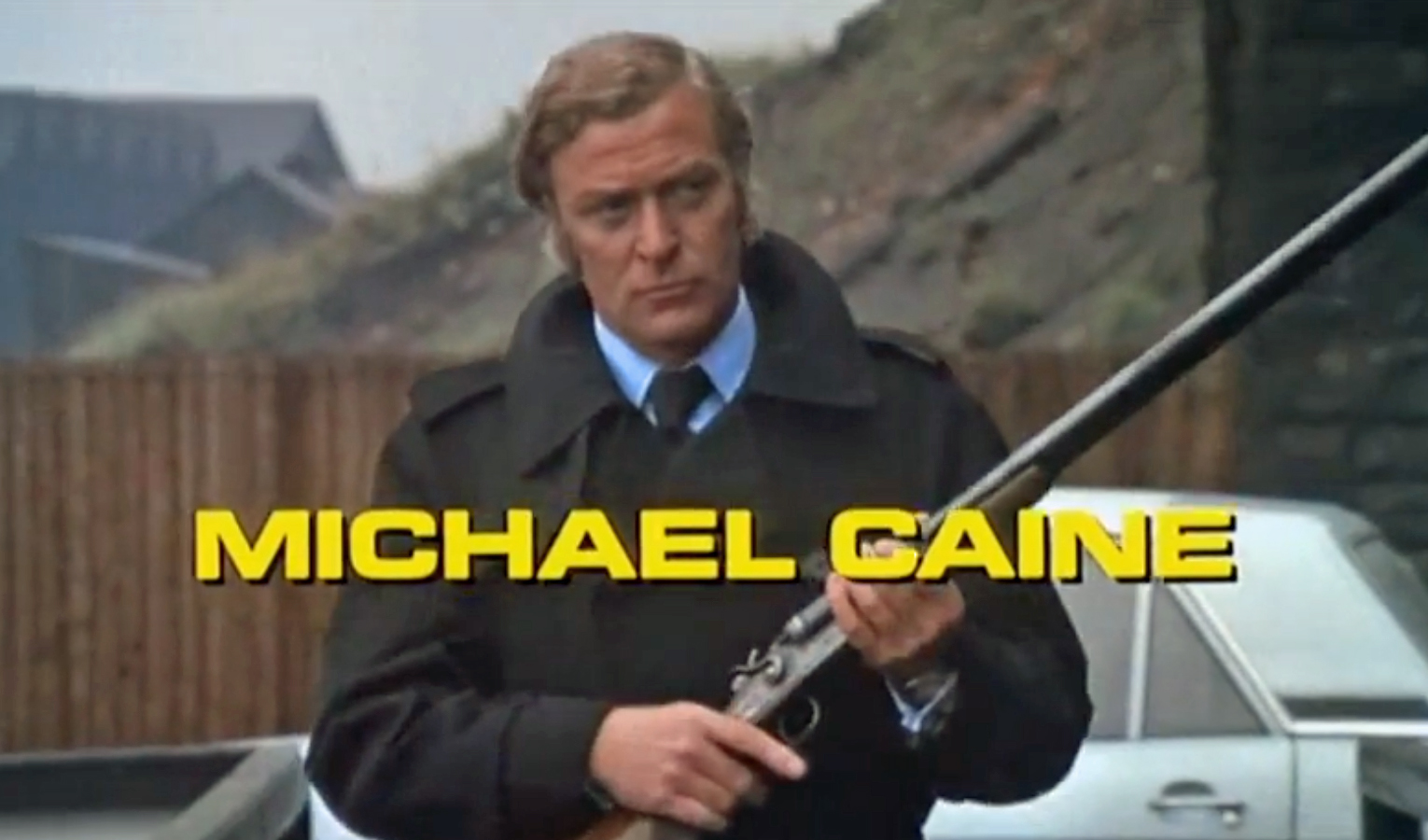
Caine i en av hans mest ikoniska roller, i filmen Ta fast Carter!.

## Filmografi (i urval)
| År   | Filmtitel                                             | Roll                                         | Noter |
| ---- | ----------------------------------------------------- | -------------------------------------------- | --- |
| 1956 | Kvinna i dödscell                                     | Michael                                      | |
| 1956 | Sailor Beware!                                        | Sjöman                                       | |
| 1956 | Djävulspatrullen                                      | Menige Lockyer                               | |
| 1957 | Stålbajonetten                                        | Caine                                        | |
| 1957 | Att mörda en rik onkel                                | Gilrony                                      | |
| 1958 | A Woman of Mystery                                    | Johnathan                                    | |
| 1958 | Spion M 15                                            | Wing Commander                               | |
| 1958 | Nyckeln                                               | okrediterad                                  | |
| 1958 | Blind Spot                                            | Johnny Brent                                 | |
| 1958 | Spion i högkvarteret                                  | Gestapo agent                                | |
| 1958 | Rent hus                                              | Kille som gifter sig                         | |
| 1959 | Att rymma eller inte rymma                            | Krigsfånge                                   | |
| 1960 | Foxhole in Cairo                                      | Hans Weber                                   | |
| 1960 | The Bulldog Breed                                     | Sjöman                                       | okrediterad |
| 1961 | The Day the Earth Caught Fire                         | Polis                                        | |
| 1962 | Solo for Sparrow                                      | Paddy Mooney                                 | |
| 1963 | Bara få kan skoja så                                  | Caleb                                        | okrediterad |
| 1964 | Zulu                                                  | Lt. Gonville Bromhead                        | |
| 1965 | Fallet Ipcress                                        | Harry Palmer                                 | Nominerad — BAFTA Award for Best Actor in a Leading Role, BAFTA Award for Best British Actor |
| 1966 | Fallet Alfie                                          | Alfie Elkins                                 | Kansas City Film Critics Circle Award for Best Actor National Society of Film Critics Award for Best Actor Nominated — Oscar för bästa manliga huvudroll Nominerad — BAFTA Award for Best British Actor Nominerad — Golden Globe Award for Best Actor – Motion Picture Drama |
| 1966 | Man bara dör... eller historien om det lefvande liket | Michael Finsbury                             | |
| 1966 | Högt spel i Orienten                                  | Harry Tristan Dean                           | Nominerad — Golden Globe Award for Best Actor – Motion Picture Musical or Comedy |
| 1966 | Begravning i Berlin                                   | Harry Palmer                                 | |
| 1967 | Förbjudet område                                      | Henry Warren                                 | |
| 1967 | Amor skjuter skarpt                                   | Främling                                     | Segment: "Snow" |
| 1967 | Miljondollarhjärnan                                   | Harry Palmer                                 | |
| 1968 | Ruttet spel                                           | Kapten Douglas                               | |
| 1968 | Fallet Henry Clarke                                   | Henry Stuart Clarke                          | |
| 1968 | The Magus                                             | Nicholas Urfe                                | |
| 1969 | Den vilda biljakten                                   | Charlie Croker                               | |
| 1969 | Slaget om England                                     | Skvadronledare Canfield                      | |
| 1970 | Självmordspatrullen                                   | Pvt. Tosh Hearne                             | |
| 1970 | The Last Valley                                       | Kaptenen                                     | |
| 1971 | Ta fast Carter!                                       | Jack Carter                                  | |
| 1971 | Den siste rebellen                                    | Alan Breck                                   | |
| 1972 | Inget spel för nybörjare                              | Robert Blakeley                              | |
| 1972 | Pulp                                                  | Mickey King                                  | |
| 1972 | 'Sleuth' - Spårhunden                                 | Milo Tindle                                  | aka "Djävulskt spel" i Finland Evening Standard British Film Award for Best Actor Nominerad — Oscar för bästa manliga huvudroll Nominerad — Golden Globe Award for Best Actor – Motion Picture Drama |
| 1974 | Den svarta väderkvarnen                               | Maj. John Tarrant                            | |
| 1974 | Skottpengar                                           | John Deray                                   | |
| 1975 | Peeper                                                | Leslie C. Tucker                             | |
| 1975 | Flykten mot Botswana                                  | Jim Keogh                                    | |
| 1975 | Tillfällig förbindelse                                | Lewis Fielding                               | |
| 1975 | Mannen som ville bli kung                             | Peachy Carnehan                              | |
| 1976 | Pang i bygget                                         | Adam Worth                                   | |
| 1976 | Örnen har landat                                      | Överste Kurt Steiner                         | |
| 1977 | En bro för mycket                                     | Överstelöjtnant John Ormsby Evelyn Vandeleur | |
| 1978 | 30 silverpenningar                                    | Doc Fletcher                                 | |
| 1978 | Katastrofplats Houston                                | Dr. Bradford Crane                           | |
| 1978 | California Suite                                      | Sidney Cochran                               | |
| 1979 | Ashanti                                               | Dr. David Linderby                           | |
| 1979 | Poseidons hemlighet                                   | Kapten Mike Turner                           | |
| 1980 | I nattens mörker                                      | Dr. Robert Elliott                           | Nominerad — Razzie Award for Worst Actor |
| 1980 | Fruktans ö                                            | Blair Maynard                                | Nominerad — Razzie Award for Worst Actor |
| 1981 | Handen som dödar                                      | Jonathan Lansdale                            | |
| 1981 | Den sista matchen                                     | Kapten John Colby                            | |
| 1982 | Dödsfällan                                            | Sidney Bruhl                                 | |
| 1983 | Spionen som levde två gånger                          | Philip Kimberly/Sergei Kuzminsky             | |
| 1983 | Timmarna med Rita                                     | Dr. Frank Bryant                             | BAFTA Award for Best Actor in a Leading Role Golden Globe Award for Best Actor – Motion Picture Musical or Comedy Nominerad — Oscar för bästa manliga huvudroll |
| 1983 | The Honorary Consul                                   | Charley Fortnum                              | Nominerad — BAFTA Award for Best Actor in a Leading Role |
| 1984 | Vi skyller på Rio                                     | Matthew Hollins                              | |
| 1984 | Terror in the Aisles                                  |                                              | arkivmaterial |
| 1985 | Ganga                                                 | Guvernör Baxter Thwaites                     | |
| 1985 | Träffpunkt Genève                                     | Noel Holcroft                                | |
| 1986 | Hannah och hennes systrar                             | Elliot                                       | Oscar för bästa manliga biroll Nominerad — BAFTA Award for Best Actor in a Leading Role Nominerad — David di Donatello Award for Best Foreign Actor Nominerad — Los Angeles Film Critics Association Award for Best Supporting Actor |
| 1986 | Ljuva frihet                                          | Elliott James                                | |
| 1986 | Mona Lisa                                             | Mortwell                                     | |
| 1986 | Half Moon Street                                      | Lord Sam Bulbeck                             | |
| 1986 | Mullvaden                                             | Frank Jones                                  | |
| 1987 | Det fjärde protokollet                                | John Preston                                 | Även exekutiv producent |
| 1987 | Hajen 4                                               | Hoagie Newcombe                              | Nominerad — Razzie Award for Worst Supporting Actor |
| 1987 | Älskling jag ger mej                                  | Sean Stein                                   | |
| 1988 | Ombytta roller på Baker Street                        | Sherlock Holmes                              | |
| 1988 | Rivierans guldgossar                                  | Lawrence Jamieson/Dr Emil Schauffhausen      | Nominerad — Golden Globe Award for Best Actor – Motion Picture Musical or Comedy |
| 1990 | Dödlig karriär                                        | Graham Marshall                              | |
| 1990 | Ursäkta, är vi gifta?                                 | Mike/Mr. Destiny                             | |
| 1990 | Mitt i prick                                          | Sidney Lipton/Dr. Hicklar                    | |
| 1992 | Kaos i kulissen                                       | Lloyd Fellowes                               | |
| 1992 | Blue Ice                                              | Harry Anders                                 | Även producent |
| 1992 | Mupparnas julsaga                                     | Ebenezer Scrooge                             | |
| 1994 | På farlig mark                                        | Michael Jennings                             | |
| 1994 | World War II: When Lions Roared                       | Josef Stalin                                 | |
| 1995 | Fiendeland                                            | Harry Palmer                                 | |
| 1996 | Blood & Wine                                          | Victor 'Vic' Spansky                         | |
| 1996 | Midnight in Saint Petersburg                          | Harry Palmer                                 | |
| 1998 | Shadow Run                                            | Haskell                                      | |
| 1998 | Little Voice                                          | Ray Say                                      | Golden Globe Award for Best Actor – Motion Picture Musical or Comedy London Film Critics' Circle Award for Best Supporting Actor Nominerad — BAFTA Award for Best Actor in a Leading Role Nominerad — BIFA Award for Best Performance by an Actor in a British Independent Film Nominerad — Chicago Film Critics Association Award for Best Supporting Actor Nominerad — Screen Actors Guild Award for Outstanding Performance by a Cast in a Motion Picture Nominerad — Satellite Award for Best Actor – Motion Picture Musical or Comedy |
| 1999 | Curtain Call                                          | Max Gale                                     | |
| 1999 | Ciderhusreglerna                                      | Dr. Wilbur Larch                             | Oscar för bästa manliga biroll Screen Actors Guild Award for Outstanding Performance by a Male Actor in a Supporting Role Nominerad — BAFTA Award for Best Actor in a Supporting Role Nominated — Golden Globe Award for Best Supporting Actor – Motion Picture Nominated — Empire Award for Best British Actor Nominerad — Satellite Award for Best Supporting Actor – Motion Picture Nominerad — Screen Actors Guild Award for Outstanding Performance by a Cast in a Motion Picture                                                     |
| 1999 | The Debtors                                           |                                              | |
| 2000 | Quills                                                | Dr. Royer-Collard                            | |
| 2000 | Shiner                                                | Billy 'Shiner' Simpson                       | |
| 2000 | Get Carter                                            | Cliff Brumby                                 | Omversion av Ta fast Carter! från 1971 |
| 2000 | Miss Secret Agent                                     | Victor Melling                               | |
| 2001 | Sista beställningen                                   | Jack                                         | |
| 2002 | Austin Powers in Goldmember                           | Nigel Powers                                 | |
| 2002 | Den stillsamme amerikanen                             | Thomas Fowler                                | Bangkok International Film Festival Award for Best Actor London Film Critics' Circle Award for Best Actor San Francisco Film Critics Circle Award for Best Actor Satellite Award for Best Actor – Motion Picture Drama Seattle Film Critics Award for Best Actor Nominerad — Oscar för bästa manliga huvudroll Nominerad — BAFTA Award for Best Actor in a Leading Role Nominerad — Golden Globe Award for Best Actor – Motion Picture Drama                                                                                               |
| 2003 | Quicksand                                             | Jake Mellows                                 | |
| 2003 | The Actors                                            | O'Malley                                     | |
| 2003 | Afrikas hemligheter                                   | Garth                                        | |
| 2003 | The Statement                                         | Pierre Brossard                              | |
| 2004 | Around the Bend                                       | Henry Lair                                   | |
| 2005 | Batman Begins                                         | Alfred Pennyworth                            | Caine gav också rösten för Alfred i TV-spelet med samma namn |
| 2005 | En förtrollad romans                                  | Nigel Bigelow                                | |
| 2005 | The Weather Man                                       | Robert Spritzel                              | |
| 2006 | Children of Men                                       | Jasper                                       | |
| 2006 | Prestige                                              | John Cutter                                  | |
| 2007 | Flawless                                              | Mr. Hobbs                                    | |
| 2007 | Skuggspel                                             | Andrew Wyke                                  | En omversion av 'Sleuth' - Spårhunden, där Caine tar rollen som Laurence Oliviers karaktär, och där Jude Law tar Caines roll. |
| 2008 | The Dark Knight                                       | Alfred Pennyworth                            | Uppföljare till Batman Begins Nominerad — Scream Award for Best Supporting Actor |
| 2009 | Is Anybody There?                                     | Clarence                                     | |
| 2009 | Harry Brown                                           | Harry Brown                                  | Nominerad — Empire Award for Best Actor |
| 2010 | Inception                                             | Professor Stephen Miles                      | Nominerad — Scream Award for Best Cameo |
| 2011 | Gnomeo & Julia                                        | Lord Redbrick                                | Röstroll |
| 2011 | Bilar 2                                               | Finn McMissile                               | Röstroll |
| 2012 | Journey 2: The Mysterious Island                      | Alexander Anderson                           | |
| 2012 | The Dark Knight Rises                                 | Alfred Pennyworth                            | Uppföljare till The Dark Knight |
| 2013 | Now You See Me                                        | Arthur Tressler                              | |
| 2013 | Mr. Morgans sista kärlek                              | Matthew Morgan                               | |
| 2014 | Stonehearst Asylum                                    | Dr. Salt                                     | |
| 2014 | Interstellar                                          | Professor Brand                              | |
| 2014 | Kingsman: The Secret Service                          | Arthur                                       | |
| 2015 | Youth                                                 | Fred Ballinger                               | |
| 2015 | The Last Witch Hunter                                 | Fader Dolan                                  | |
| 2016 | Now You See Me: The Second Act                        | Arthur Tressler                              | |
| 2017 | Going in Style                                        | Joe                                          | |
| 2017 | Dunkirk                                               | Fortis Leader                                | Röstroll (okrediterad cameo) |
| 2018 | Dear Dictator                                         | General Anton Vincent                        | |
| 2018 | Mästerdetektiven Sherlock Gnomes                      | Lord Redbrick                                | Röstroll |
|      | King of Thieves                                       | Brian Reader                                 | |
| 2020 | Tenet                                                 |                                              | |

## TV
| År   | Titel                                      | Roll                             | Noter |
| ---- | ------------------------------------------ | -------------------------------- | --- |
| 1956 | The Adventures of Sir Lancelot             | Third Knight                     | Krediterad som Michael Scott i episod "The Magic Sword" |
| 1956 | BBC Sunday Night Theatre                   |                                  | episod "The Lark" |
| 1957 | Blood Money                                |                                  | |
| 1957 | BBC Sunday Night Theatre                   |                                  | episod "Requiem for a Heavyweight" |
| 1957 | Dixon of Dock Green                        | Indian pedlar                    | episod "A Penn'orth of Allsorts" |
| 1958 | Navy Log                                   |                                  | episod "The Field" |
| 1958 | The Vise                                   |                                  | episod "The Sucker Game" |
| 1958 | BBC Sunday Night Theatre                   | Police constable                 | episod "The Frog" |
| 1958 | The Adventures of William Tell             | Max                              | episod "The Prisoner" |
| 1958 | Dixon of Dock Green                        | Brocklehurst                     | episod "Bracelets for the Groom" |
| 1959 | Dixon of Dock Green                        | Tufty Morris                     | episod "Helmet on the Sideboard" |
| 1959 | The Adventures of William Tell             | Sgt. Weinar                      | episod "The General's Daughter" |
| 1960 | Deadline Midnight                          | Ted Drake                        | episod 1.5 |
| 1960 | No Wreath for the General                  | Poliskonstapel                   | |
| 1961 | The Compartment                            |                                  | |
| 1961 | Walk a Crooked Mile                        | Poliskonstapel                   | miniserie |
| 1961 | Armchair Theatre                           | Helmsman                         | episod "The Ship That Couldn't Stop" |
| 1961 | The Younger Generation                     | Ray the Raver                    | episod "Goodbye Charlie" |
| 1961 | ITV Play of the Week                       | okrediterad                      | episod "Ring of Truth" |
| 1962 | The Edgar Wallace Mystery Theatre          | Paddy Mooney                     | episod "Solo for Sparrow" |
| 1962 | ITV Play of the Week                       | Willie Mossop                    | episod "Hobson's Choice" |
| 1963 | First Night:Funny Noises with Their Mouths |                                  | |
| 1964 | ITV Play of the Week                       | George Grant                     | episod "The Other Man" |
| 1964 | Hamlet                                     | Horatio                          | |
| 1969 | Male of the Species                        |                                  | |
| 1969 | ITV Saturday Night Theatre                 | Cornelius                        | episod "Cornelius" |
| 1988 | Jack the Ripper                            | Konstapel Frederick Abberline    | Golden Globe Award for Best Performance by an Actor in a Mini-Series or Motion Picture Made for Television |
| 1990 | Dr Jekyll & Mr Hyde                        | Dr. Henry Jekyll/Mr. Edward Hyde | Nominerad — Primetime Emmy Award for Outstanding Supporting Actor - Miniseries or a Movie Nominerad — Golden Globe Award for Best Performance by an Actor in a Mini-Series or Motion Picture Made for Television |
| 1994 | World War II: When Lions Roared            | Josef Stalin                     | Dokumentär Nominerad — Primetime Emmy Award for Outstanding Supporting Actor - Miniseries or a Movie |
| 1997 | Mandela och de Klerk                       | F.W. de Klerk                    | Nominerad — Primetime Emmy Award for Outstanding Supporting Actor - Miniseries or a Movie Nominerad — Golden Globe Award for Best Performance by an Actor in a Mini-Series or Motion Picture Made for Television |
| 1997 | 20,000 Leagues Under the Sea               | Kapten Nemo                      | |
| 2003 | Freedom: A History of Us                   | William Pitt                     | episod "Independence" |
| 2003 | Freedom: A History of Us                   | The Rev. John Cotton             | episod "Liberty for All" |
| 2003 | Freedom: A History of Us                   | Lord Cornwallis                  | episod "Revolution" |
| 2003 | Freedom: A History of Us                   | Edward Everett                   | episod "Wake Up America" |
| 2003 | Freedom: A History of Us                   | William Wood                     | episod "Working for Freedom" |
| 2003 | Freedom: A History of Us                   | Newspaper Editor                 | episod "Yearning to Breathe Free" |